# Крістіонас Донелайтіс
Крістіонас Донелайтіс (нар. 1 січня 1714, Лаздінеляй — 18 лютого 1780, Тольмінгнемен, Мала Литва) — литовський пастор і поет. Зачинатель литовської художньої літератури, представник реалістичного напряму. Автор першої класичної поеми литовською мовою — «Пори року» (лит. Metai — рік), що вважається одним з головних творів литовської літератури.

## Біографія
Народився у селянській родині, вільній від кріпацької залежності. Разом з Крістіонасом у сім'ї було семеро дітей — четверо синів і три доньки. Навчався у школі для бідних у Кенігсберзі, потім у Кенігзберзькому університеті, який закінчив у 1740 році. З 1743 року був настоятелем лютеранської парафії у Тольмінгнемені, до якої входило близько 30 сіл.
Під час Семирічної війни переховувався разом з парафіянами у Роментенському лісі від російських військ. Повернувшись в місто, Донелайтіс відмовився проповідувати хвалу російському царю. Після війни він відновив згорілу школу і допоміг у будівництві притулку для вдів.
Донлайтіс також займався створенням термометрів і барометрів та збиранням фортепіано і клавікордів. Крім того, займався оптикою і музикою.

## Творчість
Твори Донелайтіса за його життя розповсюджувалися у рукописах. Донелайтіс також читав свої твори парафіянам. Збереглося 6 байок (видання 1824 року) і поема «Пори року» (в іншому перекладі — «Літа», видання 1818 року), в яких Донелайтіс викривав жорстокість пануючих класів, виступав проти соціальної нерівності, зображував картини життя литовських селян-кріпаків. Байки і поема написані гекзаметром. У байках Донелайтіс викривав несправедливість і беззаконня можновладців, експлуатацію селян. Поема «Пори року» складається з чотирьох самостійних у сюжетному відношенні частин. В ній показане життя покріпаченого села Малої Литви середини 18 століття.
«Поема вражає своєю епічністю, місткістю, осяжністю. Це — литовська етнологія, художній кодекс етичних, естетичних, моральних, педагогічних і соціальних законів народу; своєрідна Біблія і Катехізис литовців, де вони шукали і шукають відповідей на пекучі питання світлого розуму й гордої душі» (Дмитро Чередниченко, післямова до перекладу поеми «Літа»).

## Українські переклади
- Чотири доби року. В кн.: Тичина П. Твори, т. 4. — К., 1962.
- Літа. Переклад з литовської Дмитра Чередниченка. — К., Дніпро, 1989.